# Campbell House (Port Charlotte)

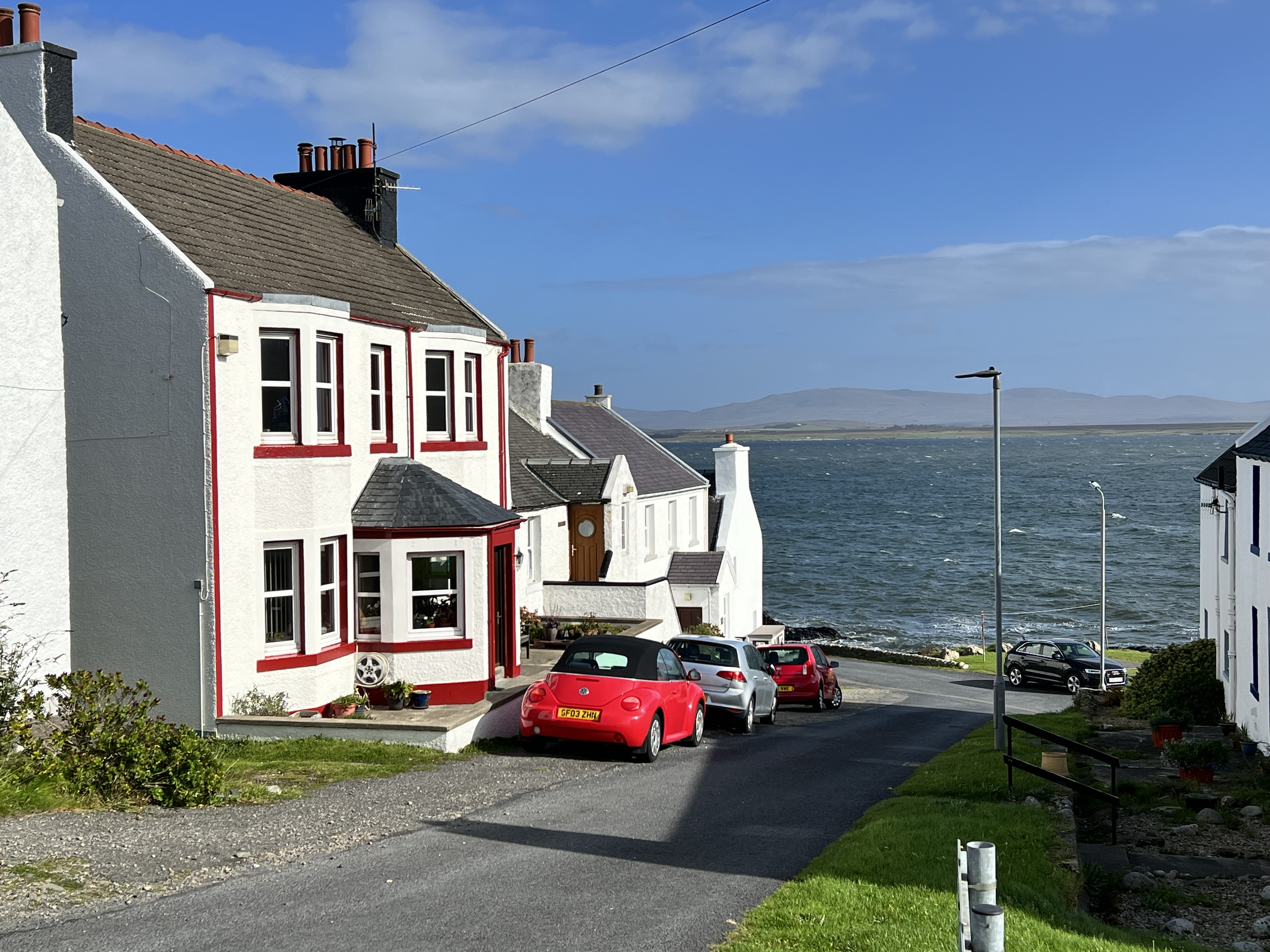
Campbell House ist das hinterste der drei Gebäude entlang der linken Straßenseite

Das Campbell House ist ein Wohngebäude im Zentrum der schottischen Stadt Port Charlotte auf der Hebrideninsel Islay. Es handelt sich um das Endhaus auf der Nordseite der Lower School Street in Richtung Shore Street. 1980 wurde das Campbell House in die schottischen Denkmallisten in der Kategorie C aufgenommen. In dieser Straße wurden keine Hausnummern vergeben, weshalb der Hausname Campbell verwendet wird.

## Beschreibung
Das genaue Entstehungsdatum des Gebäudes ist nicht verzeichnet, weshalb nur das späte 19. Jahrhundert als Bauzeitraum angegeben werden kann. Das Haus ist direkt an der Straße gelegen und mit dem benachbarten, westlich gelegenen Woodrow and Ross House verbunden. Es ist in traditioneller Bauweise gebaut. Die Eingangstür befindet sich seitlich an einem geschlossenen Vorbau, der mittig an der Vorderfront Richtung Straße weist. Dieser ist mit einem Sprossenfenster ausgestattet und schließt mit einem Satteldach ab. Fünf Sprossenfenster auf zwei Stockwerken umgeben diesen Vorbau symmetrisch. Auf das Gebäude ist ein schiefergedecktes Satteldach aufgesetzt. In die freistehende Ostseite sind weitere Fenster eingelassen, welche teilweise auf die nahegelegene Küste der Bucht Loch Indaal, an der Port Charlotte gelegen ist, weisen. Die Fassaden sind in der traditionellen Harling-Technik verputzt.